# Rotta (futebolista)
Geime Luiz Rotta ou simplesmente Rotta (Concórdia, 15 de outubro de 1958) é um ex-futebolista e atual treinador brasileiro.
É considerado um dos maiores ídolos da história do EC Santo André, tanto como jogador quanto com treinador.

## Carreira

### Jogador
Despontou nacionalmente em 1978, quando, atuando pela Seleção do Paraná, marcou implacavelmente Rivellino, da Seleção Brasileira, em jogo amistoso preparatório para a Copa do Mundo.
No início de 1980, trocou o Atlético Paranaense pelo América-SP.
Foi um dos maiores ídolos da história do Ramalhão, mesmo não conquistando nenhum título com a camisa do clube do grande ABC, foi peça fundamental para a ótima campanha da equipe no Campeonato Brasileiro Série A de 1984.
No ano seguinte foi contratado pelo Goiás, porém em 1986 voltou para o Santo André onde ficou até o final de 1987, assim encerrando seu ciclo no clube, e um ano mais tarde sua carreira profissional.
Atuou também na Seleção Brasileira de Masters entre 1989 e 1997.

### Treinador
Começou nas categorias de base no clube em que se consagrou como jogador, em 2002. No inicio do ano seguinte conseguiu um belo feito, conquistou a Copa São Paulo de Futebol Júnior, derrotando o Palmeiras de Vágner Love.
Depois disso treinou o time principal do Santo André, que conseguiu o Vice Campeonato Brasileiro Série C - 2003, e também obteve a expressiva marca de 23 jogos invictos somando a conquista Copa Paulista de Futebol e o acesso a Série B.
Pelo Rio Branco de Americana-SP, conquistou o acesso para a Primeira Divisão do Paulistão em 2009.
Em setembro de 2009, assumiu a equipe Sub-20 do Juventude.
Voltou ao Santo André em julho de 2011, no lugar de Sandro Gaúcho.
Dirigiu o Barretos Esporte Clube na Série A-3 do Campeonato Paulista de 2013.

## Títulos

### Treinador
Santo André
- Copa São Paulo de Futebol Júnior: 2003
- Copa Paulista de Futebol: 2003